# Williams Street
Williams Street Productions, LLC, f/n/c Williams Street e anteriormente conhecida como Ghost Planet Industries é um estúdio americano de produção televisiva de animação e live action de propriedade da divisão The Cartoon Network, Inc. da Warner Bros. Discovery Networks, uma unidade da Warner Bros. Discovery. O estúdio é o braço de produção interno do Adult Swim (o bloco de programação do Cartoon Network). Mike Lazzo e Keith Crofford supervisionaram as operações do edifício durante a maior parte de sua existência.
Em 16 de dezembro de 2019, o cofundador Lazzo se aposentou da empresa, com o sócio de negócios e cofundador Crofford se aposentando no ano seguinte. Michael Ouweleen foi nomeado presidente do Adult Swim em 29 de abril de 2020.
De 27 de novembro de 2019 até 1 de julho de 2020 e desde 13 de maio de 2022, Ouweleen foi nomeado presidente da The Cartoon Network, Inc., que também supervisiona o Adult Swim.

## Nome e logotipo

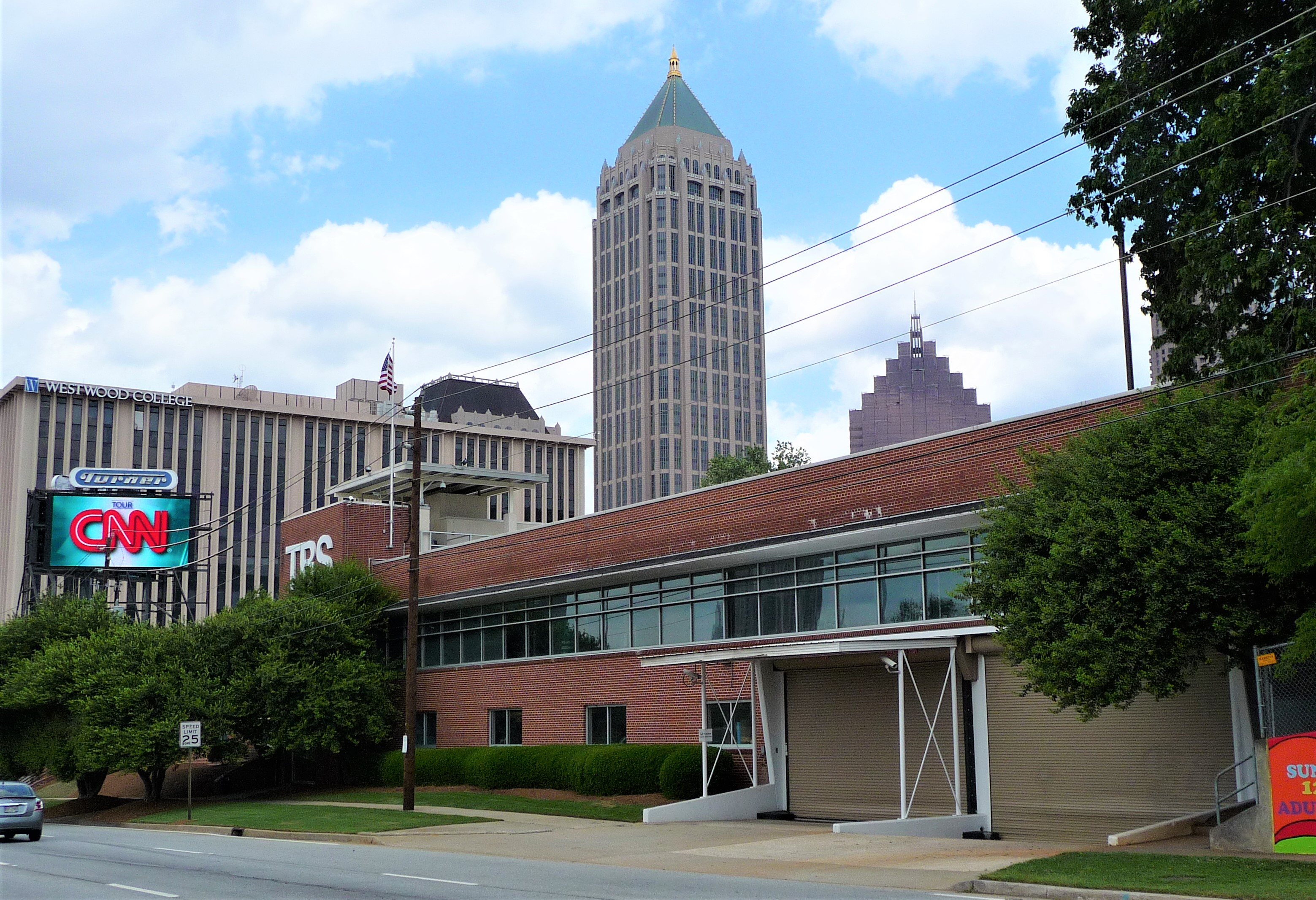
Lado de fora do estúdio.

O nome atual da empresa se origina da localização do prédio de sua sede – que também é a sede do Cartoon Network e do Adult Swim – em 1065 Williams Street NW em Atlanta, Geórgia, próximo aos atuais escritórios da TBS e TNT na Techwood Drive. A instalação começou como uma fábrica de carpetes e foi comprada pela Turner como escritórios excedentes para, entre outras coisas, instalações de construção de cenários e marcenaria, bem como para a CNN Field Engineering. Logo depois que a CNN se mudou para o CNN Center, no centro de Atlanta, no início dos anos 1980, outras operações da Turner mudaram-se para o campus Techwood, um antigo clube de campo que se tornou a primeira sede da CNN. A rua leva o nome do antigo colono de Atlanta, Ammi Williams.
O nome original da empresa, Ghost Planet Industries, veio do planeta fictício do Space Ghost, onde o talk show animado Space Ghost Coast to Coast foi supostamente filmado.
O logotipo de produção do estúdio apresenta uma imagem cinza borrada e ondulada do estúdio fictício do Space Ghost, com as palavras "Williams Street" abaixo dela. A trilha sonora do logotipo de produção da Mark VII Limited de Jack Webb – um rufar de tambores e dois tilintar de um martelo – é frequentemente usada enquanto o cartão de produção da GPI/Williams Street é mostrado.
Em seus primeiros anos, o logotipo da Williams Street era frequentemente seguido pelo logotipo do Cartoon Network de 1992–2004 e pela assinatura dos direitos autorais contra um fundo preto ou branco. Isso foi alterado, em 2001, para o desenho de uma caveira e ossos cruzados com o logotipo do tabuleiro de xadrez da CN nos dentes, acompanhado por Matt Maiellaro gritando "SKULL!!!". Em alguns programas, o grito é mais lento, em episódios anteriores de Squidbillies, ele é substituído por um dos atores do programa dizendo "Skull", enquanto o esqueleto do personagem Early Cuyler pisca brevemente em vez do logotipo normal. O logotipo foi criado por Linda Simensky. Em 2012, a inclusão do logotipo do Cartoon Network foi removida e a assinatura dos direitos autorais foi movida para abaixo do logotipo da Williams Street. Em 2022, a assinatura de direitos autorais foi removida do logotipo da Williams Street e a Williams Street foi transferida para Warner Bros. Television após a dissolução da divisão Warner Bros. Global Kids, Young Adults and Classics pelo novo proprietário Warner Bros. Discovery. Em 2023, o logotipo da caveira foi revivido como logotipo do bloco nostálgico do Adult Swim, Checkered Past.

## Filmografia

### Séries animadas de televisão
| Título                                   | Criador(es) Desenvolvedor(es)                                                               | Coprodução(es) | Notas | Iniciado                                                                           |
| ---------------------------------------- | ------------------------------------------------------------------------------------------- | --- | --- | ---------------------------------------------------------------------------------- |
| Space Ghost Coast to Coast               | Mike Lazzo                                                                                  | Williams Street West (2003-2004) | Baseado na original série animada de 1966. As últimas 2 temporadas foram lançadas na GameTap. | 1994–99 (Primeira exibição) 2001–04 (Segunda exibição) 2006–08 (Terceira exibição) |
| Aqua Teen Hunger Force                   | Matt Maiellaro e Dave Willis                                                                | Wild Hare Studios (Temporadas 1–4) Radical Axis (Temporadas 2–9) Awesome Inc (Temporadas 9–11) Floyd County Productions (Temporada 12) Bento Box Atlanta (websérie)                 | Série animada também conhecida por vários títulos alternativos. Primeiro spin-off de Space Ghost Coast to Coast. Foi a primeira série que teve um filme teatral. Um episódio nunca foi ao ar. A série original Adult Swim de maior duração que ainda está em produção.     | 2000–presente                                                                      |
| The Brak Show                            | Jim Fortier, Andy Merrill, e Pete Smith                                                     | Wild Hare Studios Primal Screen Turner Studios | Um spin-off de Space Ghost Coast to Coast. Esta série durou por 28 episódios, e um websódio foi lançado como o final de série. | 2000–03; 2007                                                                      |
| Harvey Birdman, Attorney at Law          | Michael Ouweleen e Erik Richter                                                             | J. J. Sedelmaier Productions, Inc. (Piloto apenas) Rough Draft Studios (Temporada 1 episódios 2–9) Turner Studios (Temporadas 2–4) Awesome Inc (especial)                           | A empresa produziu o Piloto, e do décimo primeiro episódio da segunda temporada até a quarta temporada de Birdman and the Galaxy Trio. | 2000–07; 2018                                                                      |
| Sealab 2021                              | Adam Reed e Matt Thompson                                                                   | 70/30 Productions | Baseado em Sealab 2020. | 2000–05                                                                            |
| Immortal Grand Prix                      | Production I.G e Cartoon Network                                                            | Production I.G Cartoon Network Bandai Visual Bandai Entertainment Lantis Bee Train (microsérie apenas)                                                                              | Primeira coprodução de anime; produziu dublagem em inglês | 2003–06                                                                            |
| Stroker & Hoop                           | Casper Kelly e Jeffrey G. Olsen                                                             | Turner Studios Studio B Productions | | 2004–05                                                                            |
| Perfect Hair Forever                     | Mike Lazzo, Matt Harrigan, e Matt Maiellaro                                                 | Radical Axis (Temporadas 1–2) Bento Box Atlanta (Temporada 3) | Um spin-off de Space Ghost Coast to Coast. | 2004–07; 2014                                                                      |
| Tom Goes to the Mayor                    | Tim Heidecker e Eric Wareheim                                                               | Dipshot Films (Temporada 1) Abso Lutely Productions (Temporada 2) | | 2004–06                                                                            |
| Robot Chicken                            | Seth Green e Matthew Senreich                                                               | Stoop!d Monkey ShadowMachine Films (Temporadas 1–5) Stoopid Buddy Stoodios (Temporada 6–presente) Sony Pictures Digital (Temporadas 1–5) Sony Pictures Television (Temporadas 6–10) | Segunda série original de maior duração no Adult Swim que ainda está em produção. | 2005–presente                                                                      |
| 12 oz. Mouse                             | Matt Maiellaro                                                                              | Radical Axis (Temporadas 1–2) Awesome Inc (Temporada 3) | | 2005–07; 2018; 2020                                                                |
| Squidbillies                             | Jim Fortier e Dave Willis                                                                   | Radical Axis (Temporadas 1–6) Awesome Inc (Temporadas 7–13) | | 2005–21                                                                            |
| Lucy, the Daughter of the Devil          | Loren Bouchard                                                                              | Fluid Animation Loren Bouchard L.L.C. | | 2005–07                                                                            |
| Minoriteam                               | Adam de la Peña, Peter Girardi, e Todd James                                                | Funny Garbage Reas International Monkey Wrangler Productions | | 2005–06                                                                            |
| Moral Orel                               | Dino Stamatopoulos                                                                          | ShadowMachine Films Fragical Productions | A série terminou com 44 episódios. Um especial foi lançado como final da série. Sete episódios perdidos não foram produzidos. | 2005–08                                                                            |
| Metalocalypse                            | Brendon Small e Tommy Blacha                                                                | Titmouse, Inc. | | 2006–13                                                                            |
| Frisky Dingo                             | Adam Reed e Matt Thompson                                                                   | 70/30 Productions | | 2006–08                                                                            |
| Assy McGee                               | Matt Harrigan e Carl W. Adams                                                               | Soup2Nuts (Temporada 1) Clambake Animation (Temporada 2) | | 2006–08                                                                            |
| Superjail!                               | Christy Karacas, Stephen Warbrick, e Ben Gruber                                             | Titmouse, Inc. Augenblick Studios (Piloto e Temporada 1 apenas) | | 2007–14                                                                            |
| The Drinky Crow Show                     | Tony Millionaire e Eric Kaplan                                                              | Mirari Films | | 2007–09                                                                            |
| Xavier: Renegade Angel                   | Vernon Chatman, John Lee, Alyson Levy, e Jim Tozzi                                          | PFFR Cinematico | | 2007–09                                                                            |
| Titan Maximum                            | Tom Root e Matthew Senreich                                                                 | ShadowMachine Films Stoop!d Monkey Tom Is Awesome | | 2009                                                                               |
| Mary Shelley's Frankenhole               | Dino Stamatopoulos                                                                          | Fragical Productions (Temporada 1 apenas) ShadowMachine Films (Temporada 1 apenas) Starburns Industries (Temporada 2 apenas)                                                        | | 2010–12                                                                            |
| Off the Air                              | Dave Hughes                                                                                 | Million Monkeys Inc. | Primeira série híbrida live-action/animação exibida no Adult Swim. | 2011–presente                                                                      |
| Mongo Wrestling Alliance                 | Tommy Blacha                                                                                | Mirari Films | Originalmente chamado The Galaxy Wrestling Alliance. | 2011                                                                               |
| Soul Quest Overdrive                     | Matt Maiellaro e Dave Willis                                                                | Radical Axis | Baseado no curta piloto vencedor do concurso online Big, Über, Network Sampling, patrocinado pelo Burger King. Um spin-off de Aqua Teen Hunger Force. Houve também um piloto que não foi ao ar quando o primeiro episódio foi exibido online para o mesmo concurso online. | 2011; 2010                                                                         |
| China, IL                                | Brad Neely                                                                                  | Neely Comics Titmouse, Inc. Working For Monsters (Temporada 3 apenas) | O show começou originalmente como um piloto que não foi ao ar em 2010, até se tornar oficial em 2011. | 2011–15                                                                            |
| Black Dynamite                           | Michael Jai White, Byron Minns, e Scott Sanders (original live-action movie)(d): Carl Jones | Ars Nova Entertainment Titmouse, Inc. (Temporada 1 apenas) N-BOMB SQUAD (Temporada 2 apenas) Cartoon Network Studios (Temporada 2 apenas)                                           | O show começou originalmente como um piloto não exibido em 2011, até ser oficial em 2012. | 2012–15; 2011                                                                      |
| Mr. Pickles                              | Will Carsola e Dave Stewart                                                                 | HotHouse Productions Day by Day Productions | | 2013–19                                                                            |
| Rick and Morty                           | Justin Roiland e Dan Harmon                                                                 | Justin Roiland's Solo Vanity Card Productions! (Temporadas 1–6) Harmonious Claptrap Starburns Industries (Temporadas 1–2) Green Portal Productions (Temporadas 4–5)                 | | 2013–presente                                                                      |
| Mike Tyson Mysteries                     | Mike Tyson, Lee Stimmer, e Hugh Davidson(d): Giancarlo Volpe e Hugh Davidson                | Warner Bros. Animation | Primeira colaboração com o estúdio irmão Warner Bros. Animation. | 2014–20                                                                            |
| The Venture Bros.                        | Jackson Publick e Doc Hammer                                                                | Astro-Base GO! NoodleSoup Productions (2003–05) World Leaders Entertainment (2006–10) Titmouse, Inc. (2011–18)                                                                      | Estreou em 2003, a empresa começou a produzir isso a partir das Temporadas 6–7. | 2016–18                                                                            |
| Brad Neely's Harg Nallin' Sclopio Peepio | Brad Neely                                                                                  | Neely Comics Working For Monsters Titmouse, Inc. | | 2016                                                                               |
| Hot Streets                              | Brian Wysol                                                                                 | Stoopid Buddy Stoodios Justin Roiland's Solo Vanity Card Productions! | | 2016–19                                                                            |
| Apollo Gauntlet                          | Myles Langlois                                                                              | Mosaic Media Group 6 Point Harness | | 2016–17                                                                            |
| Samurai Jack                             | Genndy Tartakovsky                                                                          | Cartoon Network Studios | Apenas a quinta temporada. Estreou no Toonami. | 2017                                                                               |
| The Jellies!                             | Tyler Okonma e Lionel Boyce                                                                 | Bald Fade Productions Augenblick Studios Whalerock Industries | | 2017–19                                                                            |
| Tender Touches                           | David Bonawits, Lauren Payne, e Maxime Simonet                                              | Hogwash Industries LLC (Temporada 1 episódios 2–5) 6 Point Harness (Temporada 2) Awesome Inc (Temporada 3)                                                                          | | 2017–20                                                                            |
| FLCL Progressive / Alternative           | Gainax (série OVA original)(d): Production I.G                                              | Production I.G Toho | | 2018                                                                               |
| Ballmastrz: 9009                         | Christy Karacas                                                                             | Titmouse, Inc. (Temporadas 1–2) C.C.K. Rad (Temporada 2) PFFR (especial) Studio 4°C (especial)                                                                                      | | 2018–20; 2023                                                                      |
| Tigtone                                  | Andrew Koehler e Benjamin Martian                                                           | Babyhemyth Productions Titmouse, Inc. | | 2018–20                                                                            |
| The Shivering Truth                      | Vernon Chatman                                                                              | PFFR ShadowMachine Films (Temporada 1 apenas) HouseSpecial (Temporada 2) | | 2018–20                                                                            |
| Lazor Wulf                               | Henry Bonsu(d): Henry Bonsu e Daniel Weidenfeld                                             | Titmouse, Inc. (Piloto apenas) Bento Box Entertainment (Temporada 1) 6 Point Harness (Temporada 2)                                                                                  | | 2019–21                                                                            |
| Gēmusetto                                | Maxime Simonet                                                                              | Awesome Inc | Todos os 6 episódios da primeira temporada estrearam de uma só vez em 2019; a 2segunda temporada foi lançada no Toonami em 2020 | 2019–20                                                                            |
| Primal                                   | Genndy Tartakovsky                                                                          | Cartoon Network Studios | | 2019–presente                                                                      |
| Momma Named Me Sheriff                   | Will Carsola e Dave Stewart                                                                 | HotHouse Productions Day by Day Productions | Um spin-off de Mr. Pickles. | 2019–21                                                                            |
| YOLO                                     | Michael Cusack                                                                              | Princess Bento Studio Monkeystack Cusack Creatures(Temporada 2–presente) | Piloto da série estreou como parte da celebração do Dia da Mentira do Adult Swim. | 2020–presente                                                                      |
| JJ Villard's Fairy Tales                 | J.J. Villard                                                                                | Villard Film Cartoon Network Studios | Piloto da série estreou como parte da celebração do Dia da Mentira do Adult Swim. | 2020                                                                               |
| Smiling Friends                          | Zach Hadel e Michael Cusack                                                                 | 6 Point Harness (Piloto apenas) Studio Yotta (Piloto e T1E09 apenas, Temporada 2–presente) Princess Bento Studio Goblin Caught on Tape                                              | | 2020–presente                                                                      |
| Birdgirl                                 | Michael Ouweleen e Erik Richter                                                             | Awesome Inc (Temporada 1) Global Mechanic (Temporada 2) Bedford Avenue | Um spin-off de Harvey Birdman, Attorney at Law. | 2021–22                                                                            |
| Tuca & Bertie                            | Lisa Hanawalt                                                                               | The Tornante Company Brave Dummy Vegan Blintzes ShadowMachine Films | Começando com a segunda temporada. | 2021–22                                                                            |
| Fena: Pirate Princess                    | Kazuto Nakazawa e Production I.G                                                            | Crunchyroll Production I.G | Primeira série do Adult Swim a ser produzida com a Crunchyroll. | 2021                                                                               |
| Teenage Euthanasia                       | Alyson Levy e Alissa Nutting                                                                | PFFR Augenblick Studios (Temporada 1) Atomic Cartoons (Temporada 2) | | 2021–presente                                                                      |
| Blade Runner: Black Lotus                | Philip K. Dick (original characters)(d): Kenji Kamiyama e Shinji Aramaki                    | Alcon Entertainment Crunchyroll | Segunda série do Adult Swim a ser coproduzida com a Crunchyroll. Um spinf-off de Blade Runner. | 2021–22                                                                            |
| Shenmue: The Animation                   | Yu Suzuki (concepção) e Sega (história)(d): Chikara Sakurai                                 | Sega Crunchyroll | | 2022                                                                               |
| Housing Complex C                        | amphibian (concepção original)                                                              | Production I.G USA | | 2022                                                                               |
| Royal Crackers                           | Jason Ruiz                                                                                  | The Cheesesteak Factory AntiLaugh Titmouse, Inc. | | 2023–presente                                                                      |
| FLCL: Grunge / Shoegaze                  | Gainax (original OVA series)(d): Production I.G                                             | Production I.G | | 2023                                                                               |
| Ninja Kamui                              | Sunghoo Park                                                                                | E&H Production Sola Entertainment | | 2024–presente                                                                      |

### Séries live-action de televisão
| Título                                       | Criador(es) Desenvolvedor(es)                           | Coprodução(es) | Notas                                                                                                   | Iniciado      |
| -------------------------------------------- | ------------------------------------------------------- | --- | --- | ------------- |
| Tim and Eric Awesome Show, Great Job!        | Tim Heidecker e Eric Wareheim                           | Abso Lutely Productions | | 2007–10; 2017 |
| Saul of the Mole Men                         | Craig Lewis(d): Peter Girardi, Craig Lewis, e Tom Stern | Funny Garbage | | 2007          |
| Fat Guy Stuck in Internet                    | John Gemberling e Curtis Gwinn                          | Cowboy & John Productions | | 2007–08       |
| Delocated                                    | Jon Glaser                                              | PFFR Unintelligible Grunt | | 2008–13       |
| Check It Out! with Dr. Steve Brule           | John C. Reilly, Tim Heidecker, e Eric Wareheim          | Abso Lutely Productions | Um spin-off de Tim and Eric Awesome Show, Great Job!.                                                   | 2010–17       |
| Childrens Hospital                           | Rob Corddry                                             | The Corddry Company Abominable Pictures Warner Bros. Studio 2.0 Warner Bros. Television                                                       | Baseado na websérie de mesmo nome em TheWB.com.                                                         | 2010–16       |
| Run It Back                                  | Mike Terrell e Sean Akins                               | Turner Sports Turner Studios | Uma versão remix de NBA on TNT o qual foi ao ar apenas no bloco do Cartoon Network, CN Real.            | 2010–11       |
| Eagleheart                                   | Michael Koman e Andrew Weinberg                         | Dakota Pictures Conaco | | 2011–14       |
| NTSF:SD:SUV::                                | Paul Scheer                                             | 2nd Man On The Moon Abominable Pictures | Primeiro spin-off de Childrens Hospital.                                                                | 2011–13       |
| The Heart, She Holler                        | Vernon Chatman, John Lee, e Alyson Levy                 | PFFR | | 2011–14       |
| Loiter Squad                                 | Odd Future                                              | Dickhouse Productions (Temporadas 1–2) Gorilla Flicks (Temporada 3) The Great Wang Of The Floggnaw Land (Temporada 3)                         | | 2012–14       |
| The Eric Andre Show                          | Eric André                                              | Abso Lutely Productions Sick Duck Productions Naked Faces (Temporadas 1–4) Working For Monsters (Temporadas 1–2) Fugue State (Temporadas 5–6) | | 2012–presente |
| The Restless Bell                            | Dave Drabik e Andrew Benator                            | Fine Line Productions Turner Studios | | 2012          |
| You're Whole                                 | Michael Ian Black                                       | Abominable Pictures | | 2012–13       |
| Newsreaders                                  | Rob Corddry, Jonathan Stern, e David Wain               | The Corddry Company Abominable Pictures Warner Bros. Studio 2.0 Warner Bros. Television                                                       | Também conhecido como Newsreaders with Louis LaFonda. Segundo e último spinf-off de Childrens Hospital. | 2013–15       |
| Your Pretty Face Is Going to Hell            | Casper Kelly e Dave Willis                              | Fake Wood Wallpaper Films Awesome Inc | A série começou como um piloto em 2011, até ter se tornado oficial em 2013.                             | 2013–19; 2011 |
| Hot Package                                  | Derrick Beckles                                         | Abso Lutely Productions TV Carnage Abominable Pictures (Temporada 1 apenas)                                                                   | | 2013–15       |
| Tim & Eric's Bedtime Stories                 | Tim Heidecker e Eric Wareheim                           | Abso Lutely Productions | | 2013–17       |
| Black Jesus                                  | Aaron McGruder e Mike Clattenburg                       | 5 Mutts Productions Triage Entertainment Mainstay Entertainment (Temporada 3)                                                                 | | 2014–19       |
| Decker                                       | Tim Heidecker e Gregg Turkington                        | Abso Lutely Productions | Ambas séries web e de televisão em um spin-off de On Cinema.                                            | 2014–20       |
| Neon Joe, Werewolf Hunter                    | Jon Glaser                                              | PFFR Unintelligible Grunt | | 2015–17       |
| Million Dollar Extreme Presents: World Peace | Million Dollar Extreme                                  | Million Dollar Extreme Rent Now Productions                                                                                                   | | 2016          |
| Dream Corp LLC                               | Daniel Stessen                                          | BEMO Artbelly Productions Caviar Content (Temporada 1) Sunday Night Productions Alive and Kicking, Inc. (Temporadas 2–3)                      | Segunda série híbrida live-action/animação exibida no Adult Swim.                                       | 2016–20       |
| Joe Pera Talks with You                      | Joe Pera                                                | Chestnut Walnut Unlimited Factual Productions (Temporada 1) Alive and Kicking, Inc. (Temporadas 2–3)                                          | | 2018–21       |
| Mostly 4 Millennials                         | Derrick Beckles                                         | TV Carnage Sick Duck Productions Factual Productions                                                                                          | | 2018          |
| Tropical Cop Tales                           | Jim Hosking e Toby Harvard                              | Another HH Production Boxel Studio Alive and Kicking, Inc.                                                                                    | | 2018–19       |
| Three Busy Debras                            | Sandy Honig, Mitra Jouhari, e Alyssa Stonoh             | Mail Lizard Paper Kite Productions Alive and Kicking, Inc.                                                                                    | | 2020–22       |
| Beef House                                   | Tim Heidecker e Eric Wareheim                           | Abso Lutely Productions | Paródia de típico programa sitcom zumbificado dos anos 1980.                                            | 2020          |

### Séries de internet
| Título | Criador(es) Desenvolvedor                                            | Coprodução(es) | Notas | Iniciado      |
| --- | -------------------------------------------------------------------- | --- | --- | ------------- |
| Carl's Stone Cold Lock of the Century of the Week | Matt Maiellaro e Dave Willis                                         | | Baseado em Carl Brutananadilewski de Aqua Teen Hunger Force.                                                                                             | 2007–16       |
| King Star King | J.J. Villard Eric Kaplan (cocriador, Piloto apenas)(d): Tommy Blacha | Kurtis (Série) Titmouse, Inc. (Série) Mirari Films (Piloto) Rough Draft Studios (Especial) Villard Film (Especial) | | 2013–14; 2023 |
| The Cry of Mann | Robby Rackleff                                                       | AB Video Solutions, LLC                                                                                            | Também conhecido como The Cry of Mann: A Trool Day Holiday Spectacular, ou The Cry of Mann: A Trool Day Holiday Spectacular in Eight Parts.              | 2017          |
| Williams Stream - On Cinema (2012–20) - FishCenter Live (2014–20) - Pregame Prognostifications from the Pigskin Wyzzard (2017–18) - Last Stream on the Left (2016–20) | Williams Street                                                      | (Ver Online programming)                                                                                           | Este serviço reproduz destaques de vários programas (em formatos de talk show e podcast/chat ao vivo) reproduzidos na transmissão ao vivo do Adult Swim. | 2017–20       |
| The Call of Warr | Robby Rackleff                                                       | AB Video Solutions, LLC                                                                                            | Apenas spin-off para The Cry of Mann. | 2018          |
| Alabama Jackson | Donald Faison                                                        | Adeosun Stoopid Buddy Stoodios                                                                                     | Spin-off de Robot Chicken. | 2022–presente |
| Aquadonk Side Pieces | Matt Maiellaro e Dave Willis                                         | Bento Box Entertainment                                                                                            | Spin-off de Aqua Teen Hunger Force. | 2022          |
| Vindicators 2 | Justin Roiland e Dan Harmon                                          | Atomic Cartoons | Spin-off de Rick and Morty. | 2022          |
| Your Pretty Face Is Going to Hell: The Cartoon | Casper Kelly e Dave Willis                                           | Copernicus Studios                                                                                                 | Sequela para Your Pretty Face Is Going to Hell. | 2022–presente |

### Pilotos fracassados
| Título                                     | Criador(es) Desenvolvedor(es)                                                                                | Coprodução(es)                                                  | Notas | Ano  |
| ------------------------------------------ | --- | --------------------------------------------------------------- | --- | ---- |
| Spacecataz                                 | Matt Maiellaro e Dave Willis                                                                                 | Radical Axis Wild Hare Studios                                  | Um fracassado spin-off de Aqua Teen Hunger Force. | 2004 |
| Korgoth of Barbaria                        | Aaron Springer                                                                                               | Cartoon Network Studios                                         | Rejeitado devido aos altos custos de produção. Primeira colaboração com o estúdio irmão Cartoon Network Studios.                                                                     | 2006 |
| Let's Fish                                 | Mark Rivers                                                                                                  | Titmouse, Inc.                                                  | Também conhecido como Let's Fish with Don Conway. | 2007 |
| That Crook'd 'Sipp                         | Nick Weidenfeld, Jacob Escobedo, e Mike Weiss                                                                | Turner Studios                                                  | Spun-off dentro do special Freaknik: The Musical. Episódio: "That Tree of Strife".                                                                                                   | 2007 |
| Lowe Country                               | George Lowe                                                                                                  |                                                                 | | 2007 |
| Stiff                                      | Matt Maiellaro                                                                                               | Radical Axis                                                    | | 2007 |
| Neon Knome                                 | Ben Jones | PFFR                                                            | Foi dado a luz verde, mas mudou para o Cartoon Network devido aos executivos do Adult Swim pensarem que era "incrivelmente fofo" para o bloco e retrabalhado em The Problem Solverz. | 2008 |
| Snake 'n' Bacon                            | Michael Kupperman, Scott Jacobson, e Rich Blomquist                                                          | Fayettenam Records Corp.                                        | Baseado na história em quadrinhos de mesmo nome. | 2009 |
| Paid Programming                           | H. Jon Benjamin e David Cross                                                                                |                                                                 | Apesar de ter sido rejeitado pelo Adult Swim, o piloto deu lugar a um projeto de especiais independentes baseados em infomerciais falsos.                                            | 2009 |
| The New Big Ball with Neil Hamburger       | Gregg Turkington, Tim Heidecker, e Eric Wareheim                                                             | Abso Lutely Productions                                         | Um fracassado spin-off de Tim and Eric Awesome Show, Great Job!. | 2009 |
| Yappy Broads                               | Madeleine Smithberg                                                                                          | Mad Cow Productions                                             | | 2009 |
| Cheyenne Cinnamon                          | Dave Willis e Matt Harrigan                                                                                  | Radical Axis                                                    | | 2010 |
| Duckworth                                  | Dave Willis e Matt Harrigan                                                                                  | Radical Axis                                                    | Também conhecido como Duckworth of Ellington. | 2010 |
| Southies                                   | Carl W. Adams                                                                                                | Clambake Animation                                              | | 2011 |
| Totally for Teens                          | Derrick Beckles e Sabrina Saccoccio                                                                          | TV Carnage                                                      | | 2011 |
| Major Lazer                                | Diplo, Switch, Ferry Gouw, e Kevin Kusatsu                                                                   | Mad Decent Titmouse, Inc.                                       | Alguns anos depois, FXX o escolheu para uma série de TV como parte do bloco Animation Domination High-Def (ADHD) da FOX.                                                             | 2011 |
| Guy Suavé: Homicidal Spy                   | Eric Von Hoffman e Jay Johnston                                                                              | Dakota Pictures Johnston Hoffman Production                     | Exibido como um trailer em The ABC Sunday Night Movie. | 2011 |
| Tight Bros                                 | Sam Johnson e Chris Marcil                                                                                   | Clambake Animation                                              | A série, originalmente planejada para ir ao ar em 2012, foi cancelada algum tempo antes da estreia por motivos desconhecidos.                                                        | 2011 |
| Let's Do This!                             | Bob Odenkirk, Brian Jarvis, e Jim Freeman                                                                    | LeFoole, Inc. Odenkirk Provissiero                              | Também conhecido como Let's Do This!: The Story of Cal-Gold Pictures. | 2012 |
| Green Bench: The American Day Dream        | Jamaal R. Fisher, John Holland, e Nicholas Travis(d): Lawrence Denning, Jr., Larnell Harris, e Louis Hatcher | Dakota Pictures Greenbench Productions                          | | 2013 |
| Candy Ranch                                | Three Loco                                                                                                   | Abso Lutely Productions                                         | | 2013 |
| Übermansion                                | Zeb Wells e Matthew Senreich                                                                                 | Stoop!d Monkey Stoopid Buddy Stoodios                           | Reestruturado como SuperMansion para Crackle. | 2013 |
| Filthy Sexy Teen$                          | Paul Scheer, Jonathan Stern, e Curtis Gwinn                                                                  | 2nd Man On The Moon Abominable Pictures                         | Foi dada a luz verde como uma série online intitulada Filthy Preppy Teens pela Fullscreen.                                                                                           | 2013 |
| Coffin Dodgers                             | Dave Jeser e Matt Silverstein                                                                                | Double Hemm Rough Draft Studios, Inc.                           | Lançado no site oficial do Adult Swim como um "exclusivo somente para internet". | 2013 |
| Rolling with Dad                           | David Katzenberg e Seth Grahame-Smith                                                                        | KatzSmith Productions Bento Box Entertainment                   | | 2013 |
| Sperm Boat                                 | Matt Harrigan                                                                                                | Flannypop Thank You, Brain! Productions                         | | 2013 |
| The Team Unicorn Saturday Action Fun Hour! | Clare Grant, Rileah Vanderbilt, Seth Green, e Matthew Senreich                                               | Stoop!d Monkey Stoopid Buddy Stoodios Danger Maiden Productions | Exibido como um sneak peek na San Diego Comic-Con's Nerd HQ, e nunca relançado ou exibido desde então.                                                                               | 2014 |
| Youth Large                                | Nathan Barnatt, Seth Barnatt, e Paul B. Cummings                                                             | Barnatt Brothers Productions New Wave Entertainment             | | 2014 |
| Fartcopter                                 | Rob Huebel                                                                                                   | Abominable Pictures                                             | | 2014 |
| Harold & Kumar                             | Jon Hurwitz e Hayden Schlossberg (filmes live-action originais)                                              | Lionsgate Television Bento Box Entertainment                    | | 2014 |
| The Pound Hole                             | Daniel Weidenfeld(d): Daniel Weidenfeld e Doug Lussenhop                                                     | Working For Monsters Douggpound Rent Now Productions            | | 2015 |
| Doble Fried                                | Matt Furie                                                                                                   | PFFR Titmouse, Inc.                                             | Não houve atualizações sobre se o piloto foi concluído ou não, ou foi ao ar desde então.                                                                                             | 2015 |
| Gigglefudge, USA!                          | Nicholas Maier e Dimitri Simakis                                                                             | PFFR Everything Is Terrible! FishBowl Worldwide Media           | Also a part for Infomercials | 2016 |
| The Hindenburg Explodes!                   | Rob Corddry, Josh Perilo, e Jonathan Stern                                                                   | Abominable Pictures The Corrdry Company Timers Head Productions | | 2016 |
| The Mark Lembeck Technique                 | Adam Lustick                                                                                                 | Scrubble Alive and Kicking, Inc.                                | | 2016 |
| Scavengers                                 | Joseph Bennett e Charles Huettner                                                                            | Titmouse, Inc.                                                  | Foi dada a luz verde pelo Max como Scavengers Reign. | 2016 |
| Bad Guys                                   | Nick Giovannetti e Paul Scheer                                                                               | Bento Box Entertainment Geezus 2nd Man On The Moon              | Episódio: "Watch the Throne". | 2016 |
| Chuck Deuce                                | Matt Iles, Chioke "Stretch" McCoy, e Lars Kenseth                                                            | ShadowMachine                                                   | | 2018 |
| Trap Universe                              | J.J. Villard                                                                                                 | Villard Film Titmouse, Inc.                                     | | 2018 |
| Dayworld                                   | Cole Kush e Jay Weingarten                                                                                   | Abso Lutely Productions Daytime Studio                          | | 2018 |
| Art Prison                                 | Tom Kauffman e Paul Isakson                                                                                  | Yum Yum Starburns Industries                                    | | 2018 |
| Ole Bud's ANU Football Weekly              | Chris "CP" Powell e Chip Hall                                                                                | Dutch Treat Productions Alive and Kicking, Inc.                 | | 2018 |
| Di Bibl                                    | John Lee e Kytten Janae                                                                                      | PFFR Daisy Studio                                               | | 2019 |
| Lusty Crest                                | Kati Skelton                                                                                                 | It's Grim Factual Productions                                   | | 2020 |
| Bad Manners                                | Todd Rohal                                                                                                   | PFFR TUbb Alive and Kicking, Inc.                               | | 2020 |
| The Animated Adventures of Jack Decker     | Tim Heidecker e Gregg Turkington                                                                             | Abso Lutely Productions Copernicus Studios                      | | 2020 |
| Skeleton Landlord                          | Doug Bleichner e Sam Wagstaff                                                                                |                                                                 | | 2020 |
| Learning With Pibby                        | Dodge Greenley                                                                                               | Cartoon Network Studios                                         | | 2021 |
| I'm the Mayor of Bimmi Gardens             | Pat Bishop, Chris Fleming, Matt Ingebreston, e Jake Weisman                                                  | No Joe Incredible Success Alive and Kicking, Inc.               | | 2021 |

### Especiais

#### Autônomos
| Título | Criador(es)                                    | Coprodução(es)                                                                   | Notas | Ano(s)        |
| --- | ---------------------------------------------- | -------------------------------------------------------------------------------- | --- | ------------- |
| Infomercials - For-Profit Online University (2013) - Live Forever as You Are Now with Alan Resnick (2013) - Too Many Cooks (2014) | Various                                        | (Ver Lista de especiais)                                                         | | 2009–presente |
| Freaknik: The Musical | Carl Jones e Nick Weidenfeld                   | Nappy Boy Entertainment Titmouse, Inc.                                           | Versão reformulada do piloto de 2007 That Crook'd 'Sipp. | 2010          |
| Earth Ghost | George Lowe                                    |                                                                                  | Versão especial e atualizada do piloto Lowe Country de 2007. Tendo estreado em 1 de abril, Adult Swim usou-o como parte de sua pegadinha anual do Dia da Mentira. | 2011          |
| The Greatest Event in Television History                                                                                          | Adam Scott e Naomi Scott                       | Gettin' Rad Electric Soup Productions (Especial de 2 até 4)                      | Quatro especiais têm sido produzidos. | 2012–14       |
| Dinner with Friends with Brett Gelman and Friends                                                                                 | Brett Gelman e Jason Woliner                   | Abso Lutely Productions                                                          | | 2014          |
| Dinner with Family with Brett Gelman and Brett Gelman's Family                                                                    | Brett Gelman e Jason Woliner                   | Abso Lutely Productions                                                          | | 2015          |
| The Adult Swim Golf Classic: Daly vs. Scott                                                                                       | Jon Daly                                       | J.O.N. Alive and Kicking, Inc.                                                   | Uma versão "estendida" deste especial foi lançada no site oficial do Adult Swim, e a produção é patrocinada pela Arby's.                                          | 2016          |
| Dinner in America with Brett Gelman                                                                                               | Brett Gelman e Jason Woliner                   | Abso Lutely Productions                                                          | | 2016          |
| Mr. Neighbor's House | Jesse Falcon, Brian Huskey, e Jason Mantzoukas | El Zombie, Inc. Mantzoukas Marimacha The Corddry Company Alive and Kicking, Inc. | Dois especiais têm sido produzidos. | 2016–18       |
| Joe Pera Helps You Find the Perfect Christmas Tree                                                                                | Joe Pera                                       | Chestnut Walnut Unlimited Rent Now Productions                                   | | 2016          |
| Mother, May I Dance with Mary Jane's Fist?                                                                                        | Mary Elizabeth Ellis e Artemis Pebdani         | Abso Lutely Productions Bounce Castle                                            | Também conhecido como Mother, May I Dance with Mary Jane's Fist?: A Lifetone Original Movie for Adult Swim.                                                       | 2018          |
| Soft Focus | Jena Friedman                                  | CNT Productions Factual Productions                                              | Também conhecido como Soft Focus with Jena Friedman. Dois especiais têm sido produzidos.                                                                          | 2018–19       |
| Hunky Boys Go Ding-Dong | Zack Carlson, Bryan Connolly, e Todd Rohal     | PFFR Steak Beef Bee Jamesandwich Beef Version Factual Productions                | Dois especiais têm sido produzidos. Episódios: "Don't Die Alone" e "Terrific Journey".                                                                            | 2018–19       |
| Smalls | Vários                                         | Vários                                                                           | | 2018–presente |
| Adult Swim Yule Log | Casper Kelly                                   | Media Team Fried Society                                                         | Também conhecido como The Fireplace. | 2022          |

#### Relacionados a séries de televisão
| Título                                                                                     | Coprodução(es)                                                                  | Notas | Ano |
| ------------------------------------------------------------------------------------------ | ------------------------------------------------------------------------------- | --- | --- |
| Space Ghost Coast to Coast: The Mask                                                       |                                                                                 | Primeiro e únicos quatro especiais da Williams Street que foram ao ar no Cartoon Network. | 1994 |
| A Space Ghost Christmas                                                                    |                                                                                 | Primeiro e únicos quatro especiais da Williams Street que foram ao ar no Cartoon Network. | 1994 |
| Space Ghost Coast to Coast: Jonny Quest                                                    | 1996                                                                            | Primeiro e únicos quatro especiais da Williams Street que foram ao ar no Cartoon Network. | |
| Brak Presents the Brak Show Starring Brak                                                  | 2000                                                                            | Primeiro e únicos quatro especiais da Williams Street que foram ao ar no Cartoon Network. | |
| Adult Swim Brain Trust                                                                     | Radical Axis                                                                    | Originalmente sem nome e apelidado de Anime Talk Show devido a ter ido ao ar após a estreia de Perfect Hair Forever; mais tarde renomeado após ser carregado no canal YouTube do Adult Swim. | 2004 |
| Tom Goes to the Mayor: A Look Behind the Scenes                                            | Abso Lutely Productions                                                         | Atrás das cenas procure por Tom Goes to the Mayor. | 2005 |
| 12 oz. Mouse Spider-Man Special                                                            | Radical Axis                                                                    | Versão alternativa do episódio "Spider" de 12 oz. Mouse | 2005 |
| Robot Chicken's Christmas Special                                                          | ShadowMachine Stoop!d Monkey Sony Pictures Digital                              | | 2005 |
| Robot Chicken: Star Wars                                                                   | ShadowMachine Stoop!d Monkey Sony Pictures Digital Lucasfilm                    | 2007 | |
| Robot Chicken's Half-Assed Christmas Special                                               | ShadowMachine Stoop!d Monkey Sony Pictures Digital                              | 2007 | |
| The Young Person's Guide to History                                                        | Funny Garbage                                                                   | Spin-off especial de Saul of the Mole Men. | 2008 |
| The Xtacles                                                                                | 70/30 Productions                                                               | Apenas dois episódios foram produzidos e exibidos como um único especial. Spin-off de Frisky Dingo.                                                                                          | 2008 |
| Robot Chicken: Star Wars Episode II                                                        | ShadowMachine Films Stoop!d Monkey Lucasfilm Sony Pictures Digital              | | 2008 |
| Robot Chicken: Star Wars Episode 2.5                                                       | ShadowMachine Films Stoop!d Monkey Lucasfilm Sony Pictures Digital              | 2009 | |
| Robot Chicken's Full-Assed Christmas Special                                               | ShadowMachine Films Stoop!d Monkey Sony Pictures Digital                        | 2009 | Também conhecido como Dear Consumer. |
| Tim and Eric Awesome Show, Great Job!: Chrimbus Special                                    | Abso Lutely Productions                                                         | Spin-off especial de Tim and Eric Awesome Show, Great Job! | 2010 |
| Robot Chicken: Star Wars Episode III                                                       | Stoop!d Monkey ShadowMachine Films Lucasfilm Sony Pictures Digital              | | 2010 |
| Robot Chicken's DP Christmas Special                                                       | Stoop!d Monkey ShadowMachine Films Sony Pictures Digital                        | | 2010 |
| Robot Chicken DC Comics Special                                                            | Stoop!d Monkey Stoopid Buddy Stoodios DC Entertainment Sony Pictures Television | 2012 | |
| The NTSF:SD:SUV:HISS Infomercial                                                           | 2nd Man On The Moon Abominable Pictures                                         | 2012 | |
| Beforel Orel: Trust                                                                        | Starburns Industries                                                            | 2012 | Prequela especial para Moral Orel. |
| NTSF:SD:SUV:: – Christmas Activity                                                         | 2nd Man On The Moon Abominable Pictures                                         | 2012 | |
| Swords, Knives, Very Sharp Objects and Cutlery                                             | 2nd Man On The Moon Abominable Pictures                                         | 2012 | |
| Robot Chicken's ATM Christmas Special                                                      | Stoop!d Monkey Stoopid Buddy Stoodios Sony Pictures Television                  | 2012 | |
| The Eric Andre New Year's Eve Spooktacular                                                 | Abso Lutely Productions Naked Faces Sick Duck Productions                       | 2012 | |
| NTSF:SD:SUV:: – Inertia                                                                    | 2nd Man On The Moon Abominable Pictures                                         | 2013 | |
| Dan Deacon: U.S.A.                                                                         | Million Monkeys Inc.                                                            | 2013 | Episódio especial de Off The Air. Também conhecido como Dan Deacon Special.                                                                                    |
| Metalocalypse: The Doomstar Requiem                                                        | Titmouse, Inc.                                                                  | 2013 | Também conhecido como Metalocalypse: The Doomstar Requiem – A Klok Opera.                                                                                      |
| Robot Chicken: Born Again Virgin Christmas Special                                         | Stoop!d Monkey Stoopid Buddy Stoodios Sony Pictures Television                  | 2013 | |
| Robot Chicken DC Comics Special 2: Villains in Paradise                                    | Stoop!d Monkey Stoopid Buddy Stoodios DC Entertainment Sony Pictures Television | 2014 | |
| The Robot Chicken Bitch Pudding Special                                                    | Stoop!d Monkey Stoopid Buddy Stoodios Sony Pictures Television                  | 2014 | |
| Robot Chicken: Lots of Holidays Special                                                    | Stoop!d Monkey Stoopid Buddy Stoodios Sony Pictures Television                  | 2014 | Também conhecido como The Robot Chicken Lots of Holidays (but Don't Worry Christmas Is Still in There Too So Pull the Stick Out of Your Ass Fox News) Special. |
| Bagboy                                                                                     | Abso Lutely Productions                                                         | Spin-off especial de ambos Tim and Eric Awesome Show, Great Job! e Check It Out! with Dr. Steve Brule.                                                                                       | 2015 |
| Robot Chicken DC Comics Special III: Magical Friendship                                    | Stoop!d Monkey Stoopid Buddy Stoodios DC Entertainment Sony Pictures Television | | 2015 |
| Tim & Eric's Bedtime Stories: Sauce Boy                                                    | Abso Lutely Productions                                                         | | 2015 |
| Black Jesus: A Very Special Christmas in Compton                                           | 5 Mutts Productions Triage Entertainment                                        | | 2015 |
| Tim & Eric's Bedtime Stories: Tornado                                                      | Abso Lutely Productions                                                         | | 2015 |
| The Robot Chicken Christmas Special: The X-Mas United                                      | Stoop!d Monkey Stoopid Buddy Stoodios Sony Pictures Television                  | | 2015 |
| Awesome 10 Year Anniversary Version, Great Job?                                            | Abso Lutely Productions                                                         | Especial de 10.º aniversário para Tim and Eric Awesome Show, Great Job!. | 2017 |
| The Robot Chicken Walking Dead Special: Look Who's Walking                                 | Stoop!d Monkey Stoopid Buddy Stoodios Sony Pictures Television                  | | 2017 |
| Check It Out! with Scott Clam                                                              | Abso Lutely Productions                                                         | Seguimento para Check It Out! with Dr. Steve Brule. | 2017 |
| Freshly Baked: The Robot Chicken Santa Claus Pot Cookie Freakout Special – Special Edition | Stoop!d Monkey Stoopid Buddy Stoodios Sony Pictures Television                  | | 2017 |
| Squidbillies: The War on the War on Christmas                                              | Awesome Inc                                                                     | | 2017 |
| Eric Andre Does Paris                                                                      | Sick Duck Productions The Kitao Boyz Delirio Films                              | 2018 | |
| Bushworld Adventures                                                                       | Studio Yotta                                                                    | 2018 | Paródia escrita de Rick and Morty, dirigida e animada por Michael Cusack.                                                                                      |
| 12 oz. Mouse: Invictus                                                                     | Awesome Inc                                                                     | 2018 | |
| Harvey Birdman: Attorney General                                                           | Awesome Inc. 11:36 Entertainment                                                | 2018 | |
| KRFT Punk's Political Party                                                                | Abso Lutely Productions Full Clarity Sick Duck Productions                      | Spin-off especial de The Eric Andre Show. | 2019 |
| Robot Chicken's Santa's Dead (Spoiler Alert) Holiday Murder Thing Special                  | Stoop!d Monkey Stoopid Buddy Stoodios Sony Pictures Television                  | | 2019 |
| The Bleepin' Robot Chicken Archie Comics Special                                           | Stoop!d Monkey Stoopid Buddy Stoodios Sony Pictures Television Archie Comics    | 2021 | |
| Happy Russian Deathdog Dolloween 2 U                                                       | Stoop!d Monkey Stoopid Buddy Stoodios                                           | 2021 | |
| King Star King!/!/!/                                                                       | Villard Film Rough Draft Studios                                                | Sequela para King Star King. | 2023 |
| Ballmastrz: Rubicon                                                                        | PFFR C.C.K. Rad Studio 4°C                                                      | Sequela para Ballmastrz: 9009. | 2023 |

### Blocos
| Título                              | Notas                                                                                     | Iniciado                                                       |
| ----------------------------------- | ----------------------------------------------------------------------------------------- | -------------------------------------------------------------- |
| Cartoon Planet                      | Originalmente terminado em 1998, mas revivido em 2012. O bloco revivido terminou em 2014. | 1995–1998 (Primeira exibição) 2012–2014 (Segunda exibição)     |
| Toonami                             | Originalmente terminado em 2008 no Cartoon Network, mas revivido em 2012 no Adult Swim.   | 1997–2008 (Primeira exibição) 2012–presente (Segunda exibição) |
| Saturday Video Entertainment System |                                                                                           | 2003–2004                                                      |
| Miguzi                              |                                                                                           | 2004–2007                                                      |
| Checkered Past                      |                                                                                           | 2023–presente                                                  |

### Filmes de longa-metragem
| Ano  | Título                                               | Coprodução              | Distribuidor        |
| ---- | ---------------------------------------------------- | ----------------------- | ------------------- |
| 2007 | Aqua Teen Hunger Force Colon Movie Film for Theaters | Radical Axis            | First Look Pictures |
| 2019 | Mister America                                       | Abso Lutely Productions | Magnolia Pictures   |

#### Filmes direto para vídeo
| Ano  | Título                                                      | Coprodução                    | Distribuidor                    |
| ---- | ----------------------------------------------------------- | ----------------------------- | ------------------------------- |
| 2022 | Aqua Teen Forever: Plantasm                                 | Bento Box Entertainment       | Warner Bros. Home Entertainment |
| 2023 | The Venture Bros.: Radiant Is the Blood of the Baboon Heart | Astro Base GO! Titmouse, Inc. | Warner Bros. Home Entertainment |
| 2023 | Metalocalypse: Army of the Doomstar                         | Titmouse, Inc.                | Warner Bros. Home Entertainment |

### Séries futuras em desenvolvimento
| Título                      | Criador(es)                         | Coprodução(es)                              | Estreia |
| --------------------------- | ----------------------------------- | ------------------------------------------- | ------- |
| Uzumaki                     | Junji Ito (série de mangá original) | Production I.G USA                          | 2024    |
| Common Side Effects         | Joseph Bennett e Steve Hely         | Bandera Entertainment Green Street Pictures | 2025    |
| Women Wearing Shoulder Pads | Gonzalo Cordova                     | Cinema Fantasma                             | TBA     |

## Outros

### Jogos
Esta lista é apenas para jogos de vídeo licenciados pela Williams Street Games; veja Adult Swim Games para outros jogos de vídeo produzidos após a dissolução da marca.
- Aqua Teen Hunger Force Zombie Ninja Pro-Am (2007)
- Harvey Birdman: Attorney at Law (2008)

### Música
Williams Street formou sua própria gravadora, Williams Street Records. A marca foi criada depois que Jason DeMarco, vice-presidente de marketing estratégico e promoções do Adult Swim, trabalhou em Danger Doom, um projeto com Danger Mouse e MF Doom em 2005. Danger Mouse já havia trabalhado na música para o Toonami e queria fazer um álbum que mostrasse esse trabalho. O grupo sugeriu a ideia para Mike Lazzo; o projeto foi um sucesso. A Williams Street Records agora lança a maioria das músicas relacionadas aos seus shows. A gravadora é gerenciada por DeMarco.

## Homenagens
1065, o número para Williams Street, também é o número do casco do USS FishCenterprise do FishCenter Live (uma paródia do USS Enterprise do Star Trek original).

#### Citações
1. ↑  «WILLIAMS STREET PRODUCTIONS, LLC, 07084936 - Georgia-register.com». www.georgia-register.com. Consultado em 23 de dezembro de 2018
2. ↑  Swimpedia [@swimpedia] (16 de dezembro de 2019). «Thank you Mike Lazzo for your part in making Adult Swim the success it's been throughout the years. Enjoy your retirement!» (Tweet) (em inglês). Consultado em 24 de junho de 2021 – via Twitter
3. ↑  «Terrence M White on Instagram: "Can I post this yet? A lot has already been said about this tragic, unprecedented year. Operations in my biz were scaled back and we parted…"». Instagram. 3 de janeiro de 2021. Consultado em 24 de junho de 2021. Cópia arquivada em 26 de dezembro de 2021. (pede registo (ajuda))
4. ↑  Andreeva, Nellie (29 de abril de 2020). «Michael Ouweleen Named President Of Adult Swim». Deadline (em inglês). Consultado em 24 de junho de 2021
5. ↑  Andreeva, Nellie (13 de maio de 2022). «Nancy Daniels To Run Turner Nets as Brett Weitz Leaves Warner Bros. Discovery». NextTV (em inglês). Consultado em 30 de agosto de 2023
6. 1 2  P., Ken (7 de julho de 2003). «An Interview with Mike Lazzo». IGN. Consultado em 4 de dezembro de 2023
7. ↑  Lambert, Bryan (24 de fevereiro de 2000). «The Unofficial Modern Space Ghost FAQ». homegame.org. Consultado em 4 de dezembro de 2023
8. ↑  Mark VII Limited\NBC Universal Television Distribution(1967\2011) (em inglês), 6 de novembro de 2014, consultado em 4 de dezembro de 2023
9. ↑  Williams Street/Cartoon Network [Skull] (2001) #1 (em inglês), consultado em 4 de dezembro de 2023
10. ↑  «Adult Swim logo history». YouTube. Consultado em 5 de abril de 2020. Cópia arquivada em 14 de novembro de 2021
11. ↑  «[adult swim] - Checkered Past Promo #1». YouTube. Consultado em 4 de dezembro de 2023. Cópia arquivada em 27 de outubro de 2023
12. 1 2  Otterson, Joe (17 de março de 2022). «Adult Swim Celebrates 25th Anniversary of Toonami, Orders Two New 'FLCL' Seasons and 'Housing Complex C' (EXCLUSIVE)». Variety. Consultado em 17 de março de 2022
13. ↑  Weprin, Alex (21 de abril de 2010). «Upfronts 2010: Cartoon Network Expands Its Sports Game». Broadcasting & Cable. Consultado em 23 de dezembro de 2018
14. ↑  «YPFIGTH original short». Youtube. Consultado em 29 de abril de 2020
15. ↑  «Full episodes and TV Listings- Zap2it.com». 1 de setembro de 2017. Consultado em 11 de maio de 2018
16. ↑  Milligan, Mercedes (25 de março de 2011). «Unleashing the Pizza-Loving Beast». Animation Magazine. Consultado em 8 de maio de 2023
17. ↑  «Major Lazer (TV Movie 2011)». IMDb. Consultado em 22 de junho de 2018
18. ↑  «Tight Bros Opening Credits». Vimeo. Consultado em 23 de dezembro de 2018
19. ↑  Sivak, Mykl G. (4 de outubro de 2013). «filler 2: Tight Bros unproduced spec script». Consultado em 23 de dezembro de 2018
20. ↑  «Sperm Boat (TV Movie 2013)». IMDb. Consultado em 29 de dezembro de 2017
21. ↑  «The Team Unicorn Saturday Action Fun Hour! (2014– )». IMDb. Consultado em 22 de junho de 2018
22. ↑  «Team Unicorn Sneak Peek at NerdHQ!». Consultado em 23 de dezembro de 2018
23. ↑  «Adult Swim Pilot or Real Florida». Vimeo. Consultado em 23 de dezembro de 2018
24. ↑  «Bento Box Entertainment | Past Work». bentoboxent (em inglês). Consultado em 3 de dezembro de 2024
25. ↑  «Bento Box Entertainment – 2016 Demo Reel». Vimeo. Consultado em 31 de agosto de 2019
26. ↑  «Demo Reel 2016». Vimeo. Consultado em 31 de agosto de 2019
27. ↑  Rice, Lynette (15 de junho de 2022). «HBO Max Orders 'Scavengers Reign' To Series; Adult Animated Sci-Fi To Premiere In 2023». Deadline (em inglês). Consultado em 26 de maio de 2023
28. ↑  «DAYWORLD – Cole Kush / Hello!». www.ckush.com. Consultado em 23 de dezembro de 2018
29. ↑  «LUSTY CREST». Vimeo. 20 de fevereiro de 2020. Consultado em 20 de fevereiro de 2020
30. ↑  «Bad Manners – Pilot». Vimeo. 26 de março de 2020. Consultado em 26 de março de 2020
31. ↑  «This is the best cartoon for people who enjoy On Cinema at the Cinema». Youtube. 20 de novembro de 2022. Consultado em 20 de novembro de 2022
32. ↑  «Skeleton Landlord – (Development Meeting Pilot». YouTube. 6 de agosto de 2020. Consultado em 6 de agosto de 2020
33. ↑  «I'm the Mayor of Bimmi Gardens – Pilot». YouTube. 29 de novembro de 2024. Consultado em 29 de novembro de 2024
34. ↑  Hunky Boys Go Ding-Dong – "Terrific Journey" on Vimeo
35. ↑  Watch Smalls on Adult Swim
36. ↑  «Mister America». www.misteramericafilm.com
37. 1 2 3  D'Alessandro, Anthony (12 de maio de 2021). «Adult Swim Has Three Movies In The Works For 'Aqua Teen Hunger Force', 'The Venture Bros.' & 'Metalocalypse'». Deadline Hollywood. Consultado em 24 de junho de 2021
38. ↑  Flook, Ray (18 de maio de 2022). «Rick and Morty S06, Aqua Teen Return Highlight Adult Swim Block Party». Bleeding Cool. Consultado em 19 de maio de 2022
39. ↑  Lang, Jamie (20 de abril de 2023). «After A Five-Year Hiatus, 'The Venture Bros.' Are Back In A New Clip For Their Upcoming Film 'Radiant is the Blood of the Baboon Heart'». Cartoon Brew (em inglês). Consultado em 1 de maio de 2023
40. ↑  Milligan, Mercedes (2 de setembro de 2019). «Adult Swim Teams with Production I.G for Junji Ito Adaptation 'Uzumaki'». Animation Magazine. Consultado em 4 de novembro de 2019
41. ↑  Stutz, Collin (25 de julho de 2012). «Williams Street Records, Killer Mike Defy Music Business Model By Teaming with Adult Swim (Q&A)». The Hollywood Reporter. Consultado em 25 de fevereiro de 2016
42. ↑  Hillebrand, Jörg; Schneider, Bernd (1 de janeiro de 2020). «Ex Astris Scientia – Visual Crossovers with Other Series/Movies». Ex Astris Scientia. ex-astris-scientia.org. Consultado em 3 de janeiro de 2020